# Air Algérie

Logo společnosti

Air Algérie (arabsky الخطوط الجوية الجزائرية‎, berbersky: Aeriverdan idzayriyen) je národní letecký dopravce v Alžírsku. Společnost byla založena v roce 1946 a provoz zahájila o rok později. Jejím uzlovým letištěm je letiště Houariho Boumédièna (též letiště Alžír). K roku 2014 létá do 28 zemí světa. V září 2021, po zatčení jednoho z jeho správců, který přepravoval drogy mezi Francií a Alžírskem, zpřísnila národní společnost svá pravidla.